# カテドラ
カテドラ（ラテン語:cathedra）は、キリスト教における高位聖職者の椅子。

## 概要
教派による翻訳の違いがあり、カトリックでは教区長である司教の椅子として「司教座」、日本聖公会及び正教会などでは主教のそれとして「主教座」と呼ぶが、主な使用者は英語ではbishopである。
王における玉座と同様に、地位や権威の象徴となり、司教座・主教座が設置され、教会における地域の中心地である聖堂を指す「カテドラル（フランス語：Cathédrale）は、司教座聖堂・主教座聖堂を指す言葉となり、現在では王における即位にあたる「着座」や、使徒聖ペテロの後継者であるというローマ教皇の「使徒座」のように教皇や司教、主教の地位そのものを指して使用される場合もある。

## 歴史
"cathedra"は、ラテン語での肘掛椅子を指す。司教の座という趣旨で「カテドラ」という言葉を使ったのはテルトゥリアヌスと言われる。
初期キリスト教のカテドラは、祭壇の後方の壁に近い場所の高い位置に設置されていた。祭壇の位置の変遷により、現在では聖堂の正面左側に据えることが多い。

## 著名なカテドラ
- ローマ司教座（カトリックのローマ司教を兼ねる教皇の座であることから、サン・ジョバンニ・イン・ラテラノ大聖堂は「全カトリック教会の司教座」とも呼ばれる。）
- ペテロの椅子（サン・ピエトロ大聖堂には、着座した聖パウロの像や、ベルニーニ設計による「聖ペテロの司教座」（英語：Chair of Saint Peter）が存在する。）
- 教皇神輿（教皇が移動する際に使用した神輿型の玉座。ヨハネ・パウロ2世以降は使用されていない）
- 聖オーガスチンの椅子（イギリス国教会の首座であるカンタベリー大主教の主教座聖堂であるカンタベリー大聖堂は、初代主教であるカンタベリーのアウグスティヌス（英語発音を主とする日本聖公会では「オーガスチン」と表記することが多い。）の名を取り聖オーガスチンの椅子と呼ばれる。）